# Vesneane, Bilohirea
Vesneane (în ucraineană Весняне) este un sat în comuna Kvitneve din raionul Bilohirea, regiunea Hmelnîțkîi, Ucraina.

## Demografie
Componența lingvistică a localității Vesneane
     Ucraineană (98,94%)
     Alte limbi (1,05%)
Conform recensământului din 2001, majoritatea populației localității Vesneane era vorbitoare de ucraineană (98,94%), existând în minoritate și vorbitori de alte limbi.